# 私軍
私軍（わたくしいくさ）、私戦（しせん）とは、近世以前の日本において太政官符や宣旨、幕府の命令などの公的命令によらずして、敵討や自力救済のために行われる小規模な武力行使・戦闘行為。今日の歴史学では、私戦と呼ばれるのが一般的である。西欧におけるフェーデと近い概念があると言われている。
武士階層は、所領の防衛や名誉の回復などのために対立する相手に戦いをしかけることがあった。鎌倉時代にはこうした意図的な戦闘行為を故戦（こせん）、それに対する防衛を防戦（ぼうせん）と呼び、これらを一括して故戦防戦と呼んだ。中央権力の威信が低下した時代には、所領紛争を法的手段で解決する方法が無力であったために、代わりに自力救済の一環としてこうした戦いがしばしば行われていた。

## 歴史
平安時代の朝廷は、反乱を起こした蝦夷の討伐など地方の奏上に応じて軍事行動を起こしたが、個人間の争いである私軍・私戦に対しては一切の黙殺と不干渉の立場であり、恩賞なども無かった。
平将門の乱においては、平将門が国司襲撃という公に対する反逆行為に出るまで鎮圧を行わなかった。一方で私戦を行って秩序を乱している点では対立する平貞盛なども同一であり、将門の乱初期においては将門に貞盛追討が命じられたこともあるなど、朝廷の意に添わない争いは全て私戦として断罪された。
後三年の役においては、源義家は戦後になって追討官符を朝廷に要請するも認められず、配下に恩賞は当たられなかった。逆に義家が私戦と判断され陸奥守を罷免されている。
武家政権である鎌倉幕府が成立すると、裁判制度の充実を図るとともにこうした故戦防戦を積極的に抑制する方針に転じ、延慶3年（1310年）に刈田狼藉を犯罪と規定するなど私軍・私戦の原因を絶つ政策を採った。
室町幕府も貞和2年（1346年）を皮切りに私軍・私戦の禁令がたびたび出され、観応3年（1352年）には、防戦を行った者も理由の如何を問わずに処罰の対象とされた。
戦国時代の永正11年（1514年）と永正13年（1516年）にも同様の禁令が出されている。永正13年の禁令は全国的に出され、故戦者が全所領没収ならば防戦者も所領の半分を没収され、さらに故戦者が死刑にされた場合には防戦者に対しても全所領没収が課されることになっていた（もっとも、これによって処罰された戦国大名・国人領主などは皆無であったが）。なお、防戦に対する処罰規定は戦国大名の分国法などにおける喧嘩両成敗の元となったとする説もある。
日本から私軍・私戦が一掃されるのは豊臣政権の惣無事令施行とその違反者に対する「公儀の軍勢による征伐」（小田原征伐・奥州仕置）によってこの方針の貫徹が行われて以後のことになる。